# 热血传奇
《热血传奇》（简称“传奇”）是由韩国娱美德（WeMade Entertainment）开发制作的大型多人在线角色扮演游戏。盛大网络于2001年获MIR2在中国大陆地区的代理权。《热血传奇》也是为数不多的采用Delphi编写的商业网络游戏。
欧洲地区的《传奇2》、《传奇3》以及Myth Of Soma服务器营运于2009年3月31日结束。
越南Chronicle Co.LTD与开发商娱美德公司在2022年达成IP版权授权协议，双方以协议形式确定越南Chronicle Co.LTD可以基于The Legend of Mir 2 游戏IP开发并运营该游戏。

## 游戏职业
这个游戏是以人为主的，玩家在游戏中玩家可以扮演4种角色：武士（warrior）、魔法师（wizard）、道士（taoist）。武士有很高的物理攻击和抵御物理攻击的能力，他们身体强健，总是充满活力。魔法师没有武士那样强壮的体魄，但他们有强大的操纵自然元素的力量，如火、水、闪电，还能诱惑怪物为自己的伙伴，帮助自己战斗。道士是介于武士与魔法师之间的一种职业：他们有一般的物理攻击能力，但同时也拥有一定的精神能力，能治愈自己或者其他玩家，还能给怪物施毒，道士还拥有召唤术。可以召唤出强大的召唤兽跟随自己，帮助自己战斗。

## 运营

### 中国大陆
- 2001年盛大网络把《传奇》引入中国后，它很快成为中国大陆地区最受欢迎的游戏。盛大网络统计的《热血传奇》注册用户数量是7000万。

- 近年[何时？]来，“传奇”类游戏是“三国”类游戏之外最受玩家欢迎的经典游戏形式。

### 台灣
台灣方面，由台灣帝技爺如代理並取名《傳奇Online》。當時並請到閃亮三姐妹代言，以台灣傳統的電子花車舞蹈爆紅，也讓閃亮三姐妹成名。
2003年，《傳奇》轉移至遊戲新幹線營運。

## 《热血传奇》与《传奇世界》异同
- 2003年，盛大与《热血传奇》的韩方研发商娱美德之间在分成费用方面发生岐见，面临无法继续运营《热血传奇》的困境。为继续留住用户，盛大开发新游戏《传奇世界》，于2003年6月上线运营。盛大并将原《热血传奇》的用户数据转移至《传奇世界》中，并承诺玩家的角色、级别、装备等不变。娱美德认为这是对《热血传奇》的抄袭，于2003年10月提起诉讼。后盛大收购了当时《传奇》的发行公司Actoz（朝鲜语：액토즈소프트），经法官多次调解，2007年2月4日，盛大與娱美德终于达成和解。[3]
- 《热血传奇》拥有四种职业:战士、法师、道士和刺客。

《传奇世界》拥有五种职业：灵枪、战士、法师、道士和妖士。

## 影响
- 《传奇》在中国运营的成功是史无前例的，盛大网络靠《传奇》起家并于2004年在纳斯达克上市。
- 从2001年开始接触游戏的中国游戏玩家大部分都玩过《传奇》，《传奇》也成为很多中国玩家接触的第一款网络游戏。

## 其他
- Mir2的伺服器與用戶端的完整原始程式與設定檔外洩（洩露者至今尚有爭議，2002年9月，英國兩大遊戲網站在網上公佈源碼）。
- Mir2曾有洗錢與洗經驗值的數值溢位漏洞。
- Mir2的遊戲伺服器區分地圖有瑕疵，當太多玩家聚集在同一張地圖時，會導致該地圖上的玩家全部自動被Lag踢下線。
- Mir2曾有复制游戏装备的漏洞。

## 站外链接
- 中国大陆《热血传奇》官方网站 （页面存档备份，存于）
- 《传奇2》欧洲官方网站 （页面存档备份，存于）